# Robert Enrico
Robert Enrico (ur. 13 kwietnia 1931 w Liévin, zm. 23 lutego 2001 w Paryżu) – francuski reżyser i scenarzysta filmowy.

## Życiorys
Był absolwentem prestiżowej paryskiej wyższej szkoły filmowej (IDHEC). W 1962 otrzymał Grand Prix na festiwalu w Cannes za krótkometrażowy film Sowia rzeka (La Rivière du hibou). W filmie „nowej fali” zatytułowanym Piękne życie (La Belle vie, 1963) nawiązał do wydarzeń wojny algierskiej.
Potem skłaniał się do kina konwencjonalnego. Wyreżyserował filmy Twardzi ludzie (1965) z Lino Venturą i Bourvilem, Łowcy przygód (1967) z Lino Venturą i Alainem Delonem, Człowiek w pięknym krawacie (1968) z Jeanem-Paulem Belmondo.
Duży sukces kasowy odniósł filmem Stara strzelba (1975) z Philippe’em Noiretem i Romy Schneider.
Realizował też reportaże i filmy dokumentalne.

## Filmografia[1]
- Twardzi ludzie (Les Grandes gueules, 1965)
- Łowcy przygód (Les Aventuriers, 1967)
- Ciotka Zita (Tante Zita, 1968)
- Człowiek w pięknym krawacie (Ho!, 1968)
- Bulwar Rumu (Boulevard du Rhum, 1971)
- Tajemnica (Le Secret, 1974)
- Stara strzelba (Le Vieux fusil, 1975)
- Ślad olbrzymów ( L’Empreinte des géants, 1980)
- Orzeł czy reszka (Pile ou face, 1980)
- Dla tych, których kochałem (Au nom de tous les miens, 1983)
- Czerwona strefa (Zone rouge, 1986)
- Wiatr ze wschodu (Vent d’Est, 1993)